# Acaroceras index
Acaroceras index är en kvalsterart som beskrevs av Balogh och Sandór Mahunka 1977. Acaroceras index ingår i släktet Acaroceras och familjen Microzetidae. Inga underarter finns listade i Catalogue of Life.